# Erich Strätling
Erich Strätling (n. 23 octombrie 1918, Essen, Reich-ul German – d. 16 septembrie 2003, Bonn, Germania) a fost un diplomat german. Din 1967 până în 1971 a fost ambasador în România.

## Biografie
Strätling a studiat dreptul la Universitatea din Bonn și a fost soldat în Al Doilea Război Mondial. După eliberarea sa din prizonierat sovietic, a fost angajat al Consiliului Parlamentar și, ulterior, al Comisiei pentru afaceri juridice a Bundestagului german.
A fost ambasador al Republicii Federale Germania (Germania de Vest) 1966-1971 la București (până în ianuarie 1967 șef al Misiunii Comerciale), 1971-1976 la Pretoria pentru Africa de Sud, Lesotho și Swaziland, 1976-1979 la Santiago de Chile, Chile, și 1979-1983 la Ottawa, Canada.
În timpul mandatului său în România, au fost stabilite relații diplomatice între Republica Federală Germania și Republica Populară România în 1967.
În 1979 a fost distins cu Ordinul de Merit al Republicii Federale Germania în grad de mare cruce.